# Adam Fraszko
Adam Fraszko (ur. 5 maja 1969 w Toruniu) – polski hokeista, reprezentant Polski.
Hokeistami zostali także jego brat Robert (ur. 1974) i syn Bartosz (ur. 1995).

## Kariera
- TKH Toruń (1996-1999)
- SKH Sanok (1999-2000)
- Stoczniowiec Gdańsk (2000-2003)
- TKH Toruń (2004-2005)
- KH Sanok (2005-2006)
- TKH Toruń (2006)

Reprezentował barwy Stoczniowca Gdańsk, TKH Toruń i KH Sanok (1999-2000 oraz 2005-2006). W polskiej ekstraklasie wystąpił ogółem około 600 razy, strzelając około 240 goli. W reprezentacji Polski rozegrał 18 spotkań, w których strzelił cztery bramki.
12 maja 2007 doznał wylewu krwi do mózgu, po którym przeszedł operację i rehabilitację.
Został szkoleniowcem młodych roczników hokeistów w Toruniu.

## Sukcesy
Klubowe
- Brązowy medal mistrzostw Polski: 1996 z TTH Toruń, 2003 ze Stoczniowcem Gdańsk

Indywidualne
- I liga polska w hokeju na lodzie (1989/1990):
  - Pierwsze miejsce w klasyfikacji strzelców: 27 goli[7]